# 천황릉

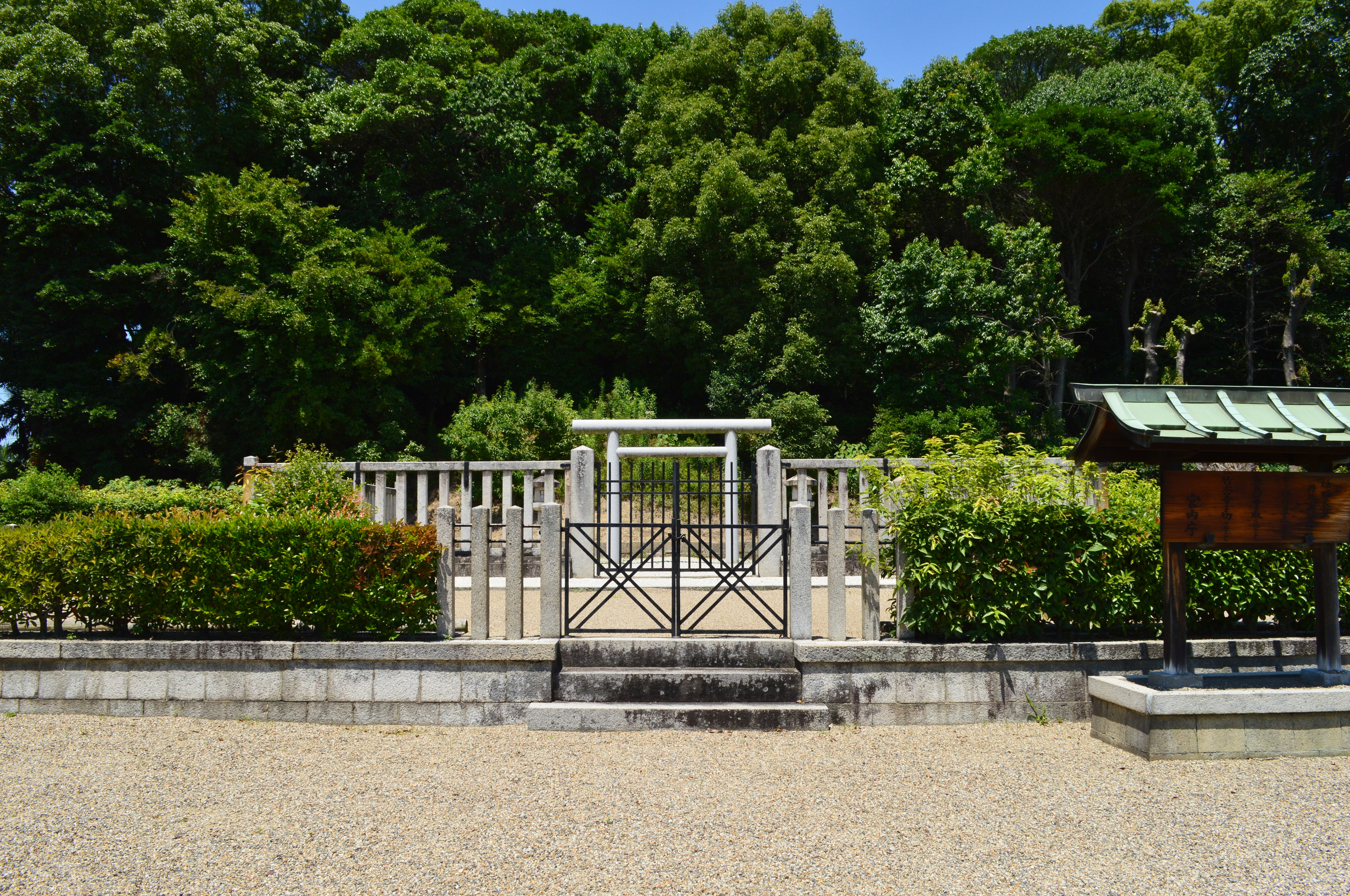
유랴쿠 천황의 다지히노타카와시노하라 능

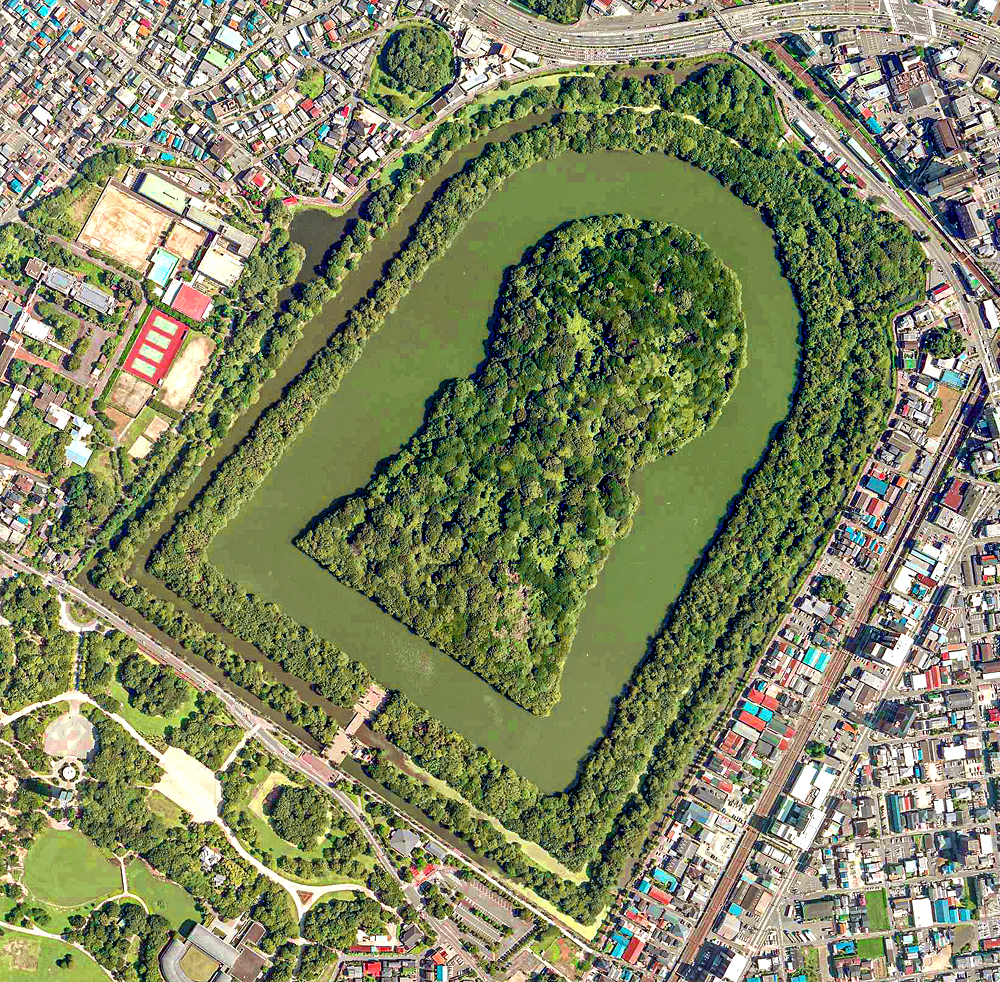
다이센릉 고분

천황릉(天皇陵)은 일본 천황의 무덤이다.
「황실전범」 제27조는 천황과 황후의 무덤을 능(陵, 미사사기)으로, 황태자를 포함한 다른 황족의 무덤을 묘(墓, 하카)로 규정하고 있다. 다만 추존된 천황이나 황후, 신화 시대의 군주의 무덤도 능으로 부르고 있다.
그 외에 분골소(分骨所), 화장총(火葬塚), 회총(灰塚) 등 능에 준하는 무덤이 있으며 머리카락·치아·손톱 등을 보관하고 있는 일종의 공양탑, 피장자를 알 수 없지만 황족의 무덤일 가능성이 있는 능묘참고지 등을 일본 궁내청이 관리하고 있는데 이를 총칭하여 능묘라 한다. 능묘로 지정된 고분은 천황릉이 41기, 황후릉이 11기, 황태자 등 황족의 묘가 34기로 여러 황족이 합장된 무덤을 제외하면 총 85기가 있다.
궁내청이 관리하는 능묘는 1도 2부 30현에 분포하고 있으며 천황릉이 112기, 황후릉이 76기로 총 188기다. 기타 황족의 묘는 555기가 있으며 분골소·화장총·회총 등 능에 준하는 무덤이 42기, 공양탑이 68기, 능묘참고지가 46기로 총 899기다. 황실과 궁내청의 주관 하에 지금도 능묘에서는 제사가 거행되고 있으며 사사롭게 출입할 수는 없다. 연구자가 조사를 하고자 할 때는 궁내청의 허가를 받아야 하는데 실제 허가받은 사례는 극히 적다. 다만 시간이 지날수록 지자체와의 합동 조사 등이 이루어지고 있다.

## 역사

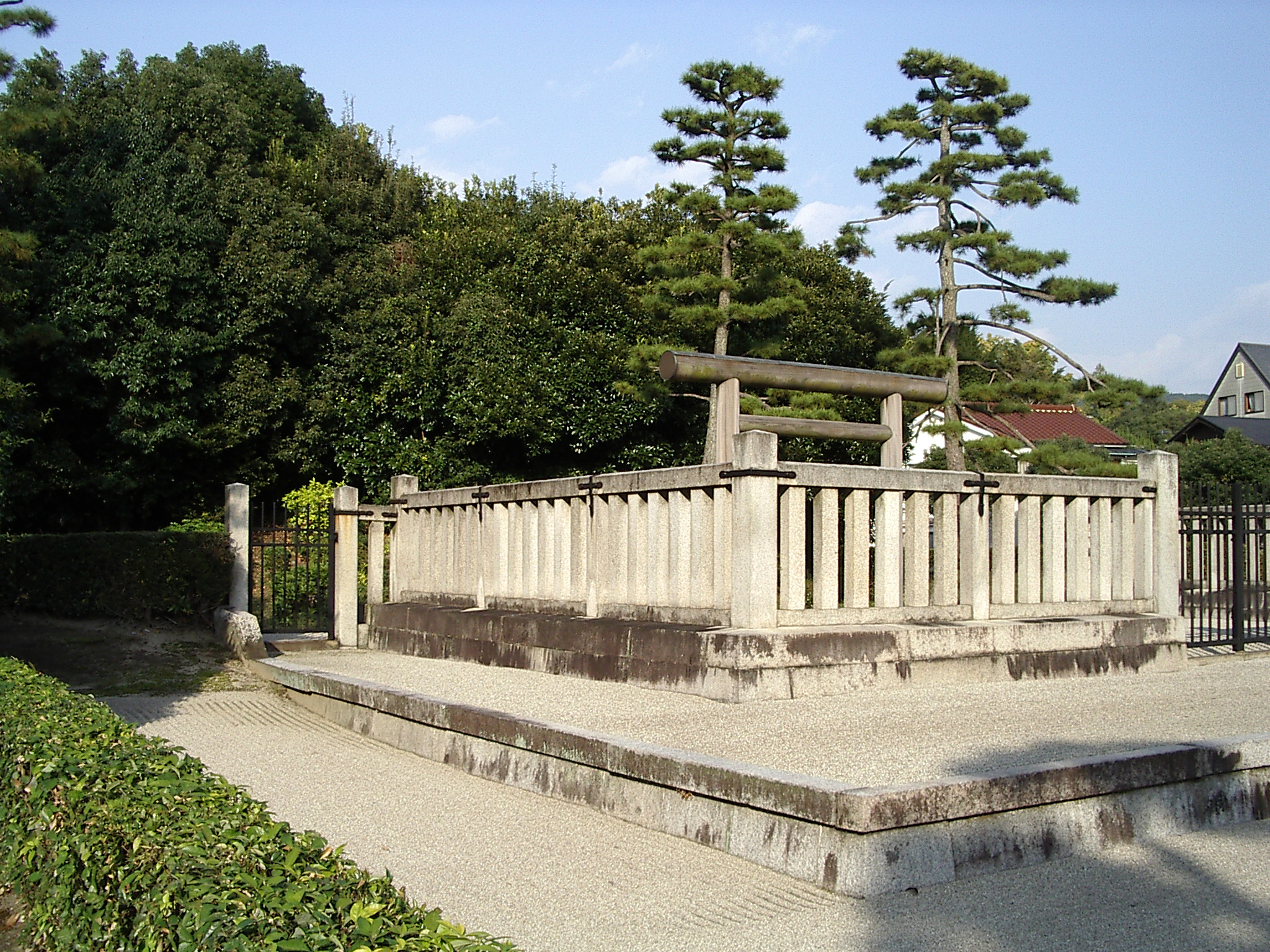
고니조 천황의 기타시라카와 능

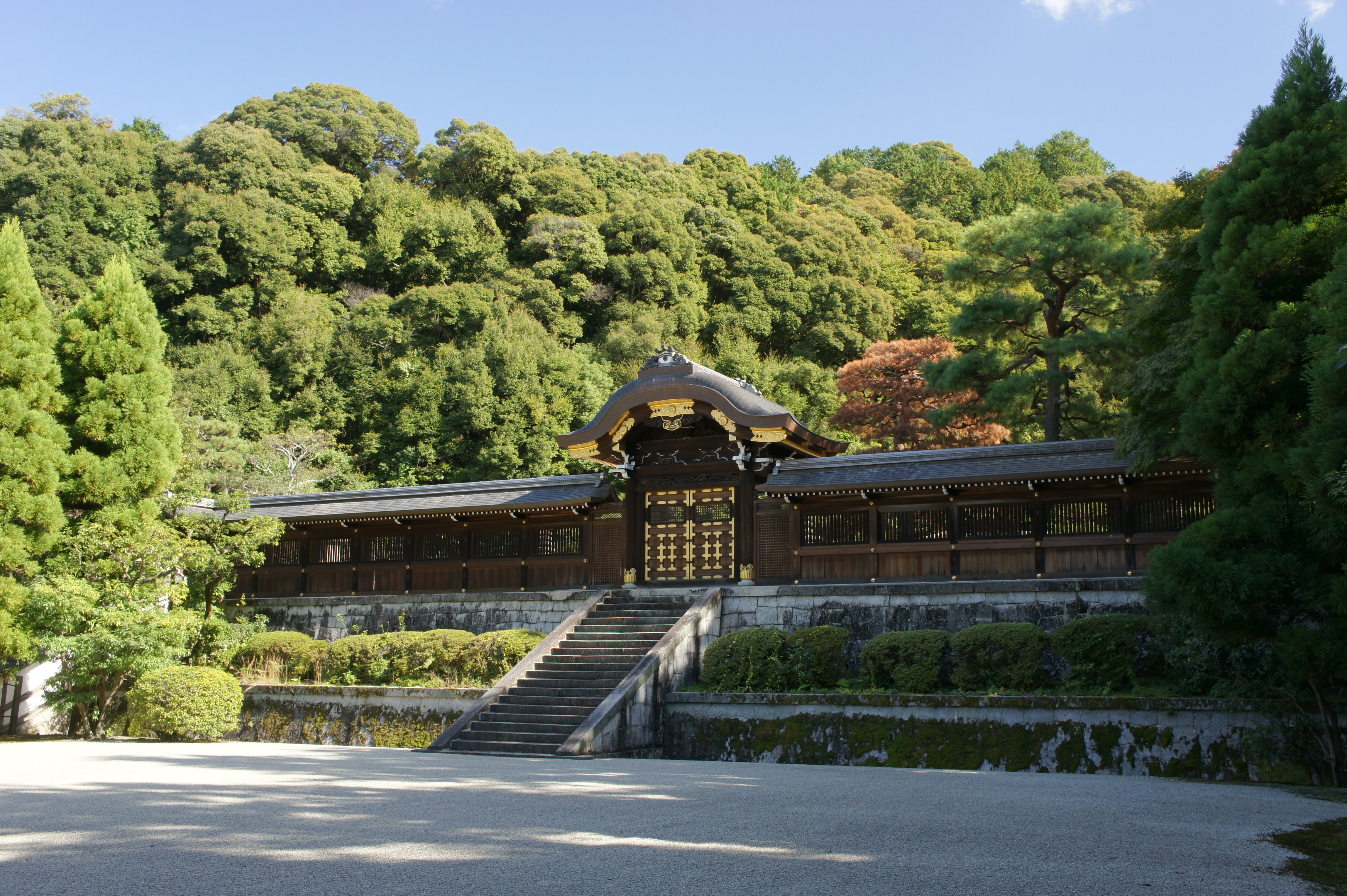
센뉴지 경내의 쓰키노와 능. 고미즈노오 천황에서 고메이 천황에 이르는 역대 25명의 천황의 장례를 치른 곳이다

천황이 아직 치천하대왕이라 불리던 고훈 시대에는 거대한 전방후원분이 축조되었다. 이후 야마토 왕권이 중국의 영향을 받아 7세기 무렵부터 방분(方墳)이나 원분(円墳)으로 형태가 바뀌었으며 7세기 중엽에서 8세기 초기까지는 팔각분(八角墳)이 만들어졌다. 팔각분의 형태로 만들어진 천황릉에는 단노즈카 고분이나 고뵤노 고분 등이 있는데 이는 오로지 천황의 무덤 형태로만 드러나기 때문에 천황의 지위를 중국 황제처럼 유일한 최고 권력자로서 확립하려는 목적이 있었다고 추측된다.
나라 시대와 헤이안 시대 초기에는 토장을 하거나(쇼무 천황) 분구를 만든 것으로 추정되는 사례(간무 천황)가 있으며 한편으로 불교의 영향으로 화장을 하거나(지토 천황) 화장 후 납골하여 큰 규모의 무덤을 조성하지 않은 사례(준나 천황)가 있다. 준나 천황 이후에는 금상천황이 붕어하면 국가행사로서 산릉 조성이 행해져 토장되었으며 양위한 태상천황이 붕어하면 황실 행사로서 화장을 하는 관례가 확립되었다. 다만 양위 후 1년 만에 붕어하여 태상천황의 칭호를 받지 못한 다이고 천황은 금상천황의 예를 따라 장례를 치렀다. 마찬가지로 양위 후 한 달도 안돼 붕어한 이치조 천황은 생전의 뜻에 따라 태상천황의 칭호를 받지 못했지만 화장을 했다. 고이치조 천황은 금상천황 때 붕어했으나 그 사실을 숨긴 채 양위했다고 발표했으며 이후 태상천황으로서 화장을 했다. 고이치조 천황 이후 모든 천황이 화장된 것은 아니지만 막말까지 산릉 조성은 이루어지지 않았다.
또한 수도 주변의 특정 지역에 능묘 지구를 설정해 나라 시대 대부분의 천황릉은 헤이조쿄 북쪽 교외에 조성되었다. 나가오카쿄로 천도한 후에도 북쪽 교외에 천황릉이 조성될 예정이었으나 10년 만에 헤이안쿄로 천도하여 실제 만들어진 천황릉은 없다. 헤이안쿄로 천도한 후에는 천황릉이 한 군데에 모여 대규모로 조성되지 못했는데 이곳에 거주하던 기존 귀족들의 반대가 심했기 때문이다. 이때부터 천황은 연고가 있는 지역에 능묘를 조성하기 시작했다.
원정이 시행될 때의 군주였던 시라카와 천황, 도바 천황, 고노에 천황은 불교식으로 납골하는 방식이 사용됐으며 에도 시대에는 고미즈노오 천황에서 고메이 천황까지 센뉴지 경내에 석조탑 형식의 능묘가 조성되었다. 막말에는 존왕양이의 존왕론이 크게 일어나면서 천황릉도 옛 모습대로 지어야 한다는 여론이 생겨났다. 이에 고메이 천황의 무덤은 큰 규모의 분구(墳丘)가 만들어졌고 메이지 천황의 무덤은 덴지 천황의 예를 따라서 상원하방분(上円下方墳)의 형태로 조성되었다.
2013년 11월 궁내청은 천황과 황후가 붕어했을 때 토장이 아니라 화장을 하겠다고 발표했는데 이는 아키히토와 미치코의 뜻을 따른 것이었다. 또한 두 사람의 무덤은 기존의 무덤보다 작게 조성할 것도 함께 발표했다. 이로써 에도 시대 초기부터 350년 이상 이어져 왔던 천황과 황후의 장례 의식과 매장 방식이 크게 변하게 되었다.
황후릉은 천황릉의 동쪽에 조성했는데 이는 중국의 사례를 따른 것이었다. 실제로 청나라 함풍제의 능호는 정릉이었고 이에 부인인 서태후의 능호는 정동릉이 되었다. 일본의 경우 황후릉은 천황릉의 이름을 딴 뒤 ○○동릉(○○東陵, ○○노히가시노미사사기)라 한다. 도쿄 전도 이후 천황과 황후의 무덤은 도쿄도 하치오지시에 조성되었으며 다이쇼 천황 부부와 쇼와 천황 부부의 무덤인 무사시 능묘지도 이곳에 있다.
한편, 메이지 천황의 아들인 와카미쓰테루히코노 미코토의 사망을 계기로 기타 황족의 무덤은 도쿄도 분쿄구에 위치한 사찰인 고코쿠지 뒷산에 조성되기 시작했다.
|       |                   | 토장 | 화장 | 비고                              |
| ----- | ----------------- | ---- | ---- | --------------------------------- |
| 26    | 게이타이 천황     | ◯    |      |                                   |
| 27    | 안칸 천황         | ◯    |      | 황후와 합장                       |
| 28    | 센카 천황         | ◯    |      | 황후와 합장                       |
| 29    | 긴메이 천황       | ◯    |      | 첫 모가리                         |
| 30    | 비다쓰 천황       | ◯    |      |                                   |
| 31    | 요메이 천황       | ◯    |      |                                   |
| 32    | 스슌 천황         | ◯    |      | 장례를 시행하지 않음              |
| 33    | 스이코 천황       | ◯    |      | 처음으로 박장(薄葬)의 유조를 내림 |
| 34    | 조메이 천황       | ◯    |      |                                   |
| 35    | 고교쿠 천황       |      |      |                                   |
| 36    | 고토쿠 천황       | ◯    |      | 박장령                            |
| 37    | 사이메이 천황     | ◯    |      |                                   |
| 38    | 덴지 천황         | ◯    |      |                                   |
| 39    | 고분 천황         | ◯    |      |                                   |
| 40    | 덴무 천황         | ◯    |      |                                   |
| 41    | 지토 천황         |      | ◯    | 첫 화장                           |
| 42    | 몬무 천황         |      | ◯    |                                   |
| 43    | 겐메이 천황       |      | ◯    |                                   |
| 44    | 겐쇼 천황         |      | ◯    |                                   |
| 45    | 쇼무 천황         | ◯    |      |                                   |
| 46    | 고켄 천황         |      |      |                                   |
| 47    | 준닌 천황         |      |      | 폐위                              |
| 48    | 쇼토쿠 천황       | ◯    |      |                                   |
| 49    | 고닌 천황         |      |      | 미상                              |
| 50    | 간무 천황         | ◯    |      |                                   |
| 51    | 헤이제이 천황     | ◯    |      |                                   |
| 52    | 사가 천황         | ◯    |      |                                   |
| 53    | 준나 천황         |      | ◯    |                                   |
| 54    | 닌묘 천황         | ◯    |      |                                   |
| 55    | 몬토쿠 천황       | ◯    |      |                                   |
| 56    | 세이와 천황       |      | ◯    |                                   |
| 57    | 요제이 천황       | ◯    |      |                                   |
| 58    | 고코 천황         | ◯    |      |                                   |
| 59    | 우다 천황         |      | ◯    |                                   |
| 60    | 다이고 천황       | ◯    |      |                                   |
| 61    | 스자쿠 천황       |      | ◯    |                                   |
| 62    | 무라카미 천황     | ◯    |      |                                   |
| 63    | 레이제이 천황     |      | ◯    |                                   |
| 64    | 엔유 천황         |      | ◯    |                                   |
| 65    | 가잔 천황         |      | ◯    |                                   |
| 66    | 이치조 천황       |      | ◯    |                                   |
| 67    | 산조 천황         |      | ◯    |                                   |
| 68    | 고이치조 천황     |      | ◯    |                                   |
| 69    | 고스자쿠 천황     |      | ◯    |                                   |
| 70    | 고레이제이 천황   |      | ◯    |                                   |
| 71    | 고산조 천황       |      | ◯    |                                   |
| 72    | 시라카와 천황     |      | ◯    |                                   |
| 73    | 호리카와 천황     |      | ◯    |                                   |
| 74    | 도바 천황         | ◯    |      |                                   |
| 75    | 스토쿠 천황       |      | ◯    |                                   |
| 76    | 고노에 천황       |      | ◯    |                                   |
| 77    | 고시라카와 천황   | ◯    |      |                                   |
| 78    | 니조 천황         |      | ◯    |                                   |
| 79    | 로쿠조 천황       | ◯    |      |                                   |
| 80    | 다카쿠라 천황     | ◯    |      | 당일 토장                         |
| 81    | 안토쿠 천황       |      |      | 자살                              |
| 82    | 고토바 천황       |      | ◯    |                                   |
| 83    | 쓰치미카도 천황   |      | ◯    |                                   |
| 84    | 준토쿠 천황       |      | ◯    |                                   |
| 85    | 주쿄 천황         |      |      | 미상                              |
| 86    | 고호리카와 천황   | ◯    |      |                                   |
| 87    | 시조 천황         | ◯    |      |                                   |
| 88    | 고사가 천황       |      | ◯    |                                   |
| 89    | 고후카쿠사 천황   |      | ◯    |                                   |
| 90    | 가메야마 천황     |      | ◯    |                                   |
| 91    | 고우다 천황       | ◯    |      |                                   |
| 92    | 후시미 천황       |      | ◯    |                                   |
| 93    | 고후시미 천황     |      | ◯    |                                   |
| 94    | 고니조 천황       |      | ◯    |                                   |
| 95    | 하나조노 천황     |      | ◯    |                                   |
| 96    | 고다이고 천황     | ◯    |      |                                   |
| 97    | 고무라카미 천황   | ◯?   |      |                                   |
| 98    | 조케이 천황       |      |      | 미상                              |
| 99    | 고카메야마 천황   | ◯    |      |                                   |
| (북1) | 고곤 천황         |      | ◯    |                                   |
| (북2) | 고묘 천황         | ◯    |      |                                   |
| (북3) | 스코 천황         |      | ◯    |                                   |
| (북4) | 고코곤 천황       |      | ◯    |                                   |
| (북5) | 고엔유 천황       |      | ◯    |                                   |
| 100   | 고코마쓰 천황     |      | ◯    |                                   |
| 101   | 쇼코 천황         |      | ◯    |                                   |
| 102   | 고하나조노 천황   |      | ◯    |                                   |
| 103   | 고쓰치미카도 천황 |      | ◯    |                                   |
| 104   | 고카시와바라 천황 |      | ◯    |                                   |
| 105   | 고나라 천황       |      | ◯    |                                   |
| 106   | 오기마치 천황     |      | ◯    |                                   |
| 107   | 고요제이 천황     |      | ◯    |                                   |
| 108   | 고미즈노오 천황   | ◯    |      |                                   |
| 109   | 메이쇼 천황       | ◯    |      |                                   |
| 110   | 고코묘 천황       | ◯    |      |                                   |
| 111   | 고사이 천황       | ◯    |      |                                   |
| 112   | 레이겐 천황       | ◯    |      |                                   |
| 113   | 히가시야마 천황   | ◯    |      |                                   |
| 114   | 나카미카도 천황   | ◯    |      |                                   |
| 115   | 사쿠라마치 천황   | ◯    |      |                                   |
| 116   | 모모조노 천황     | ◯    |      |                                   |
| 117   | 고사쿠라마치 천황 | ◯    |      |                                   |
| 118   | 고모모조노 천황   | ◯    |      |                                   |
| 119   | 고카쿠 천황       | ◯    |      |                                   |
| 120   | 닌코 천황         | ◯    |      | 마지막 불교식 장례                |
| 121   | 고메이 천황       | ◯    |      |                                   |
| 122   | 메이지 천황       | ◯    |      |                                   |
| 123   | 다이쇼 천황       | ◯    |      | 황실상의령                        |
| 124   | 쇼와 천황         | ◯    |      |                                   |

## 관리
다이카 이전에는 능묘 관리에 관한 기록이 남아 있지 않다. 다만 『일본서기』에 긴메이 천황의 무덤인 우메야마 고분을 보수하면서 모래와 자갈을 쌓아 터를 돋았다는 기록이 있다.
능묘 관리에 대한 최초의 기록은 율령제하에서 이루어졌다. 다이호 율령과 요로 율령하에서는 치부성 산하에 제릉사를 두어 담당하게 했으며 덴표 연간에는 제릉료로 확대 개편됐다. 헤이안 시대 전기에 편찬된 엔기시키에는 제릉료가 관리하는 능묘의 일람표가 있는데 이 무렵에는 제릉료가 후지와라씨 등 황실의 외척의 묘도 관리하고 있었다.
다이고 천황이 붕어하자 다이고지에 능을 마련했는데 이때부터 사원에 조성된 능묘는 국가의 손을 떠나 각 사원에서 관리하기 시작했다. 헤이안 시대 말기에는 스이코 천황, 세이무 천황, 쇼무 천황의 능이 도굴되는 사건이 발생해 칙사를 파견해 범인을 추포한 뒤 유배를 보냈다. 1235년(분랴쿠 2년) 덴무 천황과 지토 천황의 합장릉인 노구치 왕묘가 도굴되었다. 범인은 3년 뒤에 붙잡혔으며 헤이안궁 앞에서 효수했다.
중세 이후 천황가의 권력이 쇠락하자 관리되지 않는 능묘가 생기기 시작했고 분구 주변에 조성한 주호(周濠)가 농업용수나 취수시설로 사용되는 사례까지 등장했다. 다카야성처럼 센고쿠 다이묘가 자신의 성으로 개조한 사례도 있었다. 에도 시대에 이르면 능묘나 주호가 사유화돼 경작지로 활용되는 사례도 많았다. 막말에 막부에서 이들을 사들이면서 대대적인 보수에 나섰는데 이를 분큐의 수릉이라 한다. 매입은 강제적으로 이루어졌지만 경작하고 있던 농민이나 연공을 받고 있던 번·하타모토와의 교섭 과정에서 복잡한 문제들이 야기되었다.
메이지 이후가 되어서야 비로소 일본 전국에 산재한 능묘를 국가에서 정비하고 관리하기 시작했다. 하지만 여전히 이곳을 생활 터전으로 삼고 있는 농민들이 많았기에 정부는 능묘와 주호에 영향을 주지 않는 범위 내에서 관개 용수로 사용할 것을 허용해 주었다. 또한 능묘의 청소라는 명목으로 마른 나뭇가지나 잔디를 베는 것도 용인되었다.
지금은 궁내청 산하에 설치된 서릉부가 관리 주체이며 전국을 5개로 구분하여 관리하고 있다. 능묘는 출입이 엄격하게 통제되고 있으며 학술적 연구라 할지라도 원칙적으로는 허가되지 않는다. 발굴은 전면 금지가 기본 방침으로 규정되어 있다.

## 제사
과거에 어떤 형태의 제사가 이루어졌는지에 대해서는 남아 있는 기록이 없고 하나로 확립된 정설도 없다. 『일본서기』에 진신의 난 당시 훗날의 덴무 천황이 신탁을 받아 진무 천황의 능에 말과 무기를 바치면서 승전을 기원했다는 기록이 남아있을 뿐이다.
율령기 이후부터 각 능묘에서 노사키노헤이(荷前の幣)라는 국가 주관 제사가 거행됐다. 엔기시키 제릉식에서 중요한 능묘와 그렇지 않은 능묘를 구분하여 공물의 양에 차등을 두었다. 제사는 천황이 직접 참석하지 않고 귀족들을 파견했으나 귀족들은 무덤을 불길한 것으로 여겨 제사 주관 업무를 싫어했다. 또한 제사가 주로 가을과 겨울 등 추운 시기에 시행되었기에 더더욱 기피 업무가 되었다. 귀족들은 명을 받고도 제사를 거행하지 않는 등 갈수록 제사는 형해화되었지만 1350년(조와 6년)까지 지속됐다. 헤이안 시대 이후부터는 사원에 조성된 능묘에서 승려들이 불교식 제사도 거행하기 시작했다.
능묘와 그 피장자를 제신으로 하는 신사가 인접하거나 일체화한 사례도 있다. 오진 천황의 능에 인접한 곤다하치만궁은 오진 천황의 영(霊)으로 받아들여지는 하치만 신을 제신으로 모시며 제사를 주관해 왔다. 신체(神体)를 모시고 있는 사전(社殿)의 뒤에 위치한 능묘의 정상에 건물을 세워 거기까지 연결된 계단을 묘사한 그림도 남아 있는데 천황이 주관하는 제사 때 그 건물까지 신여가 행차했다고 한다. 이 문화는 지금도 남아있어 매년 9월 가을에 열린다. 에도 시대 때는 덴지 천황의 능에 천황을 모시는 사당을 세워 무녀가 제사를 지냈다.
메이지 이후 다시 국가가 제사를 지내기 시작하면서 피장자의 붕어·훙서부터 3년·5년·10년·20년·30년·40년·100년이 지날 때마다 식년제(式年祭)를 지냈고 그 이후 매 100년마다 식년제를 지내기로 했다. 또한 매 기일마다 정진제(式年祭)가 거행됐다. 식년제는 칙사가 참여했으며 궁내청 간부, 연고가 있는 사원의 주지나 궁사, 지역 유력자들이 참렬했으며 황족들도 참렬하곤 했다. 천황의 식년제는 황령전에서 천황이 직접 의식을 주관했다. 정진제는 현지에서 근무하는 궁내청 서릉부 직원들만 참여했다.
이와는 별개로 개별 능묘에서는 민간 신앙이 지금까지 전승되기도 한다.

## 수릉
수릉(修陵)은 황폐해진 능을 수복하는 것을 말한다. 에도 시대에 들어서 겐로쿠 수릉, 만지 수릉, 교호 수릉, 분큐 수릉 등이 행해졌으며 특히 막말에 시행된 분큐 수릉은 그 규모가 가장 컸다.

### 겐로쿠 수릉
미토번주 도쿠가와 미쓰쿠니가 막부에 능묘의 수리를 청했지만 막부는 이를 반려한 뒤 막부가 직접 나서 수릉을 시행했다. 1697년(겐로쿠 10년)~1699년(겐로쿠 12년)에 걸쳐 이루어졌으며 호소이 고타쿠가 보고를 위해 『제수주원성취기』를 썼다.
1772년(메이와 9년) 모토오리 노리나가가 아스카와 요시노를 여행한 뒤 『관립일기』라는 여행기를 남겼는데 겐로쿠 이래 약 20년마다 능묘를 수리하고 조사했다는 기록이 남아 있다.

### 분큐 수릉
우쓰노미야번이 막부에 건의해 1862년(분큐 2년) 시작했는데 이는 막말이라는 당시의 특수한 상황이 반영된 것이었다. 총 109기의 능묘를 보수했으며 이중 천황릉은 76기를 보수했다.
수릉 전과 수릉 후의 모습을 그림으로 남겼으며 이를 한 데 묶어 「분큐산릉도」를 편찬한 뒤 조정과 막부에 헌상했다. 「분큐산릉도」는 현재 조정에 헌상된 것은 궁내청 서릉부가 보관하고 있으며 막부에 헌상된 것은 일본 국립 공문서관이 소장하고 있다.

## 산릉 탐색과 치정
천황릉의 탐색과 치정은 지금도 이루어지고 있는데 대부분은 에도 시대에 이루어졌다. 이는 존황 사상이 발흥하여 천황릉 탐색 기운이 높아졌기 때문인데 마쓰시타 겐린, 모토오리 노리나가, 가모 군페이, 기타우라 사다마사, 다니모리 요시오미, 히라쓰카 효사이 등은 능묘의 소재지를 고증하고 현지를 답사하는 등 적극적으로 활동했다.
나라 시대 이전의 천황릉 중에서 덴지 천황의 능, 덴무·지토 천황의 능 등 일부만 피장자가 확인했고 헤이안 시대에서 무로마치 시대의 천황릉 중에는 간소하게 만들어졌거나 능을 관리하던 사원이 사라진 경우가 많아 위치를 특정하는 데 많은 어려움을 겪고 있어 소재불명인 능이 많다.
반대로 고시라카와 천황의 호주지 안에 조성된 능이나 고다이고 천황의 뇨이린지 안에 조성된 능처럼 근세에 이르기까지 관리가 이어진 곳도 있지만 이런 경우는 오히려 소수에 속한다.

### 재치정
천황릉으로 알려진 몇몇 고분은 천황의 치세와 고분이 조성된 시기에 큰 차이가 있는 경우가 있다. 오다차우스야마 고분은 게이타이 천황의 능으로 치정되었는데 고분이 조성된 것은 천황이 재위한 시기보다 1세기 앞선다. 유랴쿠 천황의 능은 분큐 연간에 따로 떨어져 있던 원분과 방분을 억지로 이어놓았고 메이지 시대에 치정되었다. 반대로 고고학자들 사이에선 천황릉이라고 추정하고 있지만 공식적인 치정은 받지 않은 고분도 있다. 나카오야마 고분과 겐고시즈카 고분 등이 있는데 이 두 고분은 각각 몬무 천황과 고교쿠 천황의 능으로 추측된다.
이처럼 학술적으로 신뢰도가 떨어진다는 시각이 있으나 궁내청은 설령 잘못 치정되었더라도 이미 제사를 지내고 있으므로 천황릉으로 봐야 한다는 입장을 견지하며 재치정을 받아들이지 않고 있다. 황실의 능묘는 어디까지나 제사의 대상이므로 일반 고분이나 묘소와는 성격이 다르다는 것이 궁내청의 입장으로 이는 전전의 신기성과 궁내성 때부터 유지돼 온 방침이다. 따라서 피장자를 특정할 수 있는 사료가 발견되었거나 천황릉이 아니라는 것을 문헌이나 기록을 통해 명확히 알 수 있는 경우처럼 치정을 번복할 만한 확실한 자료가 발견되지 않는 이상 지금의 치정을 유지할 것이라고 밝혔다. 이자와 모토히코는 이에 대해 현대 고고학을 통해 명백히 천황릉이 아닌 것을 천황릉으로 치정해 제사를 지내는 것은 선조에 대한 모욕이라고 지적했다.
재치정이 이루어진 적이 없던 것은 아니지만 능묘의 재치정은 1912년(메이지 45년) 1월이, 능묘참고지의 재치정은 1955년(쇼와 30년) 8월이 마지막이었다.

## 역대 천황릉
능호와 읽는 법, 형식, 소재지는 일본 궁내청 홈페이지를 기준으로 삼았다.
| 대수  | 천황명            | 능호                                                             | 형식                | 소재지                                                              | 치정 시기       | 비고                                        | 궁내청        |
| ----- | ----------------- | ---------------------------------------------------------------- | ------------------- | ------------------------------------------------------------------- | --------------- | ------------------------------------------- | ------------- |
| 초대  | 진무 천황         | 우네비야마노우시토라노스미 능 (畝傍山東北陵)                     | 원분                | 나라현 가시하라시 오쿠보정                                          | 분큐 연간       | 유적명: ミサンザイ                          |               |
| 2대   | 스이제이 천황     | 쓰키다노오카노에 능 (桃花鳥田丘上陵)                             | 원분                | 나라현 가시하라시 시조정                                            | 1878년 2월 28일 | 유적명: 塚山                                |               |
| 3대   | 안네이 천황       | 우네비야마노히쓰지사루노미호도노이노에 능 (畝傍山西南御陰井上陵) | 산형                | 나라현 가시하라시 요시다정                                          | 분큐 연간       |                                             |               |
| 4대   | 이토쿠 천황       | 우네비야마노미나미노마사고노타니노에 능 (畝傍山南纖沙溪上陵)     | 산형                | 나라현 가시하라시 이케시리정                                        | 분큐 연간       |                                             |               |
| 5대   | 고쇼 천황         | 와키가미노하카타노야마노에 능 (掖上博多山上陵)                   | 산형                | 나라현 고세시 大字三室                                              | 겐로쿠 연간     |                                             |               |
| 6대   | 고안 천황         | 다마데노오카노에 능 (玉手丘上陵)                                 | 원분                | 나라현 고세시 大字玉手                                              | 분큐 연간       |                                             |               |
| 7대   | 고레이 천황       | 가타오카우마사카 능 (片丘馬坂陵)                                 | 산형                | 나라현 기타카쓰라기군 오지정 혼초3초메                              | 겐로쿠 연간     |                                             |               |
| 8대   | 고겐 천황         | 쓰루기노이케노시마노에 능 (劔池嶋上陵)                           | 산형                | 나라현 가시하라시 이시카와정                                        | 겐로쿠 연간     | 유적명: 中山塚1-3号墳                       |               |
| 9대   | 가이카 천황       | 가스가노이자카와노사카노에 능 (春日率川坂上陵)                   | 전방후원분          | 나라현 나라시 아부라사카정                                          | 겐로쿠 연간     | 유적명: 念仏寺山古墳                        |               |
| 10대  | 스진 천황         | 야마노베노미치노마가리노오카노에 능 (山邊道勾岡上陵)             | 전방후원분          | 나라현 덴리시 야나기모토정                                          | 분큐 연간       | 유적명: 行燈山古墳                          |               |
| 11대  | 스이닌 천황       | 스가와라노후시미노히가시 능 (菅原伏見東陵)                       | 전방후원분          | 나라현 나라시 이마가쓰지니시정                                      | 겐로쿠 연간     | 유적명: 宝来山古墳                          |               |
| 12대  | 게이코 천황       | 야마노베노미치노에 능 (山邊道上陵)                               | 전방후원분          | 나라현 덴리시 시부야정                                              | 분큐 연간       | 유적명: 渋谷向山古墳                        |               |
| 13대  | 세이무 천황       | 사키노타타나미노이케시리 능 (狹城盾列池後陵)                     | 전방후원분          | 나라현 나라시 미사사기정                                            | 겐로쿠 연간     | 유적명: 佐紀石塚山古墳                      |               |
| 14대  | 주아이 천황       | 에가노나가노노 서릉 (惠我長野西陵)                               | 전방후원분          | 오사카부 후지이데라시 후지이데라4초메                               | 분큐 연간       | 유적명: 岡ミサンザイ古墳                    |               |
| 15대  | 오진 천황         | 에가노모후시노오카 능 (惠我藻伏崗陵)                             | 전방후원분          | 오사카부 하비키노시 誉田6丁目                                       | 겐로쿠 연간     | 유적명: 誉田御廟山古墳                      |               |
| 16대  | 닌토쿠 천황       | 모즈노미미하라 중릉 (百舌鳥耳原中陵)                             | 전방후원분          | 오사카부 사카이시 사카이구 다이센정                                 | 겐로쿠 연간     | 유적명: 大仙陵古墳                          |               |
| 17대  | 리추 천황         | 모즈노미미하라 남릉 (百舌鳥耳原南陵)                             | 전방후원분          | 오사카부 사카이시 니시구 이시즈가오카                               | 겐로쿠 연간     | 유적명: 上石津ミサンザイ古墳                |               |
| 18대  | 한제이 천황       | 모즈노미미하라 북릉 (百舌鳥耳原北陵)                             | 전방후원분          | 오사카부 사카이시 사카이구 기타미쿠니가오카초2초메                  | 겐로쿠 연간     | 유적명: 田出井山古墳                        |               |
| 19대  | 인교 천황         | 에가노나가노 북릉 (惠我長野北陵)                                 | 전방후원분          | 오사카부 후지이데라시 国府1丁目                                     | 분큐 연간       | 유적명: 市ノ山古墳                          |               |
| 20대  | 안코 천황         | 스가하라노후시미 서릉 (菅原伏見西陵)                             | 방분                | 나라현 나라시 宝来4丁目                                             | 분큐 연간       |                                             |               |
| 21대  | 유랴쿠 천황       | 다지히노타카와시노하라 능 (丹比高鷲原陵)                         | 원분                | 오사카부 하비키노시 島泉8丁目                                       | 겐로쿠 연간     | 유적명: 島泉丸山古墳 진릉: 岡ミサンザイ古墳 |               |
| 22대  | 세이네이 천황     | 가와치노사카토노하라 능 (河内坂門原陵)                           | 전방후원분          | 오사카부 하비키노시 西浦6丁目                                       | 겐로쿠 연간     | 유적명: 白髪山古墳                          |               |
| 23대  | 겐조 천황         | 가타오카노이와츠키노오카 북릉 (傍丘磐坏丘南陵)                   | 전방후원분          | 나라현 가시바시 北今市                                              | 1889년 6월 1일  |                                             |               |
| 24대  | 닌켄 천황         | 하뉴노사카모토 능 (埴生坂本陵)                                   | 전방후원분          | 오사카부 하비키노시 青山3丁目                                       | 분큐 연간       | 유적명: ボケ山古墳                          |               |
| 25대  | 부레쓰 천황       | 가타오카노이와쓰키노오카 북릉 (傍丘磐坏丘北陵)                   | 산형                | 나라현 가시바시 今泉                                                | 1889년 6월 1일  |                                             |               |
| 26대  | 게이타이 천황     | 미시마노아이노 능 (三嶋藍野陵)                                   | 전방후원분          | 오사카부 이바라키시 太田3丁目                                       | 교호 연간       | 유적명: 太田茶臼山古墳 진릉: 今城塚古墳     |               |
| 27대  | 안칸 천황         | 후루이치노타카야노오카 능 (古市高屋丘陵)                         | 전방후원분          | 오사카부 하비키노시 古市5丁目                                       | 겐로쿠 연간     | 유적명: 高屋築山古墳                        |               |
| 28대  | 센카 천황         | 후루이치노타카야노오카 능 (身狹桃花鳥坂上陵)                     | 전방후원분          | 나라현 가시하라시 도리야정                                          | 겐로쿠 연간     | 유적명: 鳥屋ミサンザイ古墳                  |               |
| 29대  | 긴메이 천황       | 히노쿠마노사카 합릉 (檜隈坂合陵)                                 | 전방후원분          | 나라현 다카이치군 아스카무라 大字平田                               | 분큐 연간       | 유적명: 梅山古墳 진릉: 丸山古墳             |               |
| 30대  | 비다쓰 천황       | 고우치노시나가노나카노오 능 (河内磯長中尾陵)                     | 전방후원분          | 오사카부 미나미카와치군 다이시정 大字太子                           | 겐로쿠 연간     | 유적명: 太子西山古墳                        |               |
| 31대  | 요메이 천황       | 고우치노시나가노하라 능 (河内磯長原陵)                           | 방분                | 오사카부 미나미카와치군 다이시정 大字春日                           | 겐로쿠 연간     | 유적명: 春日向山古墳                        |               |
| 32대  | 스슌 천황         | 구라하시노오카 능 (倉梯岡陵)                                     | 원분                | 나라현 사쿠라이시 大字倉橋                                          | 1889년 7월 16일 | 진릉: 赤坂天王山古墳                        |               |
| 33대  | 스이코 천황       | 시나가노야마다 능 (磯長山田陵)                                   | 방분                | 오사카부 미나미카와치군 다이시정 大字山田                           | 겐로쿠 연간     |                                             |               |
| 34대  | 조메이 천황       | 오사카노우치 능 (押坂内陵)                                       | 상원하방분 (팔각분) | 나라현 사쿠라이시 大字忍坂                                          | 겐로쿠 연간     | 유적명: 段ノ塚古墳                          |               |
| 35대  | 고교쿠 천황       | 오치노오카노에 능 (越智崗上陵)                                   | 원분                | 나라현 다카이치군 다카토리정 大字車木                               | 분큐 연간       | 유적명: 車木ケンノウ古墳 진릉: 牽牛子塚古墳 |               |
| 36대  | 고토쿠 천황       | 오오사카노시나가 능 (大阪磯長陵)                                 | 원분                | 오사카부 미나미카와치군 다이시정 大字山田                           | 겐로쿠 연간     | 유적명: 山田上ノ山古墳                      |               |
| 37대  | 사이메이 천황     | 사이메이 천황                                                    | 사이메이 천황       | 사이메이 천황                                                       | 사이메이 천황   | 사이메이 천황                               | 사이메이 천황 |
| 38대  | 덴지 천황         | 야마시나 능 (山科陵)                                             | 상원하방분 (팔각분) | 교토부 교토시 야마시나구 미사사기카미고뵤노정                       | 겐로쿠 연간     | 유적명: 御廟野古墳                          |               |
| 39대  | 고분 천황         | 나가라노야마사키 능 (長等山前陵)                                 | 원분                | 사가현 오쓰시 고료정                                                | 1877년 6월 15일 | 유적명: 園城寺亀丘古墳                      |               |
| 40대  | 덴무 천황         | 히노쿠마노오오치 능 (檜隈大内陵)                                 | 상원하방분 (팔각분) | 나라현 다카이치군 아스카촌 大字野口                                 | 1881년 2월 15일 | 지토 천황과 합장 유적명: 野口王墓           |               |
| 41대  | 지토 천황         | 히노쿠마노오오치 능 (檜隈大内陵)                                 | 상원하방분 (팔각분) | 나라현 다카이치군 아스카촌 大字野口                                 | 1881년 2월 15일 | 덴무 천황과 합장 유적명: 野口王墓古墳       |               |
| 42대  | 몬무 천황         | 히노쿠마노아코노에 능 (檜隈安古岡上陵)                           | 산형                | 나라현 다카이치군 아스카촌 大字栗原                                 | 1881년 2월 15일 | 유적명: 栗原塚穴古墳 진릉: 中尾山古墳       |               |
| 43대  | 겐메이 천황       | 나호야마 동릉 (奈保山東陵)                                       | 산형                | 나라현 나라시 나라자카정                                            |                 |                                             |               |
| 44대  | 겐쇼 천황         | 나호야마 서릉 (奈保山西陵)                                       | 산형                | 나라현 나라시 나라자카정                                            |                 |                                             |               |
| 45대  | 쇼무 천황         | 사호야마 남릉 (佐保山南陵)                                       | 산형                | 나라현 나라시 호렌정                                                | 겐로쿠 연간     | 유적명: 法蓮北畑古墳                        |               |
| 46대  | 고켄 천황         | 타카 능 (高野陵)                                                 | 전방후원분          | 나라현 나라시 미사사기정                                            | 분큐 연간       | 유적명: 佐紀高塚古墳                        |               |
| 47대  | 준닌 천황         | 아와지노 능 (淡路陵)                                             | 산형                | 효고현 미나미아와지시                                               |                 |                                             |               |
| 48대  | 쇼토쿠 천황       | 쇼토쿠 천황                                                      | 쇼토쿠 천황         | 쇼토쿠 천황                                                         | 쇼토쿠 천황     | 쇼토쿠 천황                                 | 쇼토쿠 천황   |
| 49대  | 고닌 천황         | 타하라 동릉 (田原東陵)                                           | 원분                | 나라현 나라시 히가사정                                              | 겐로쿠 연간     | 유적명: 田原塚ノ本古墳                      |               |
| 50대  | 간무 천황         | 가시와바라 능 (柏原陵)                                           | 원분                | 교토부 교토시 후시미구 모모야마정 永井久太郎                        |                 |                                             |               |
| 51대  | 헤이제이 천황     | 야마모모 능 (楊梅陵)                                             | 원분                | 나라현 나라시 사키정                                                | 분큐 연간       | 유적명: 市庭古墳                            |               |
| 52대  | 사가 천황         | 사가노야마노에 능 (嵯峨山上陵)                                   | 원분                | 교토부 교토시 우쿄구 기타사가아사하라야마정                         |                 |                                             |               |
| 53대  | 준나 천황         | 오하라노노니시노미네노에 능 (大原野西嶺上陵)                     | 원분                | 교토부 교토시 니시쿄구 오하라노미나미카스가정                       |                 |                                             |               |
| 54대  | 닌묘 천황         | 후카쿠사 능 (深草陵)                                             | 방분                | 교토부 교토시 후시미구 후카쿠사히가시다테정                         |                 |                                             |               |
| 55대  | 몬토쿠 천황       | 타무라 능 (田邑陵)                                               | 원분                | 교토부 교토시 우쿄구 우즈마사산비정                                 |                 | 유적명: 太秦三尾古墳                        |               |
| 56대  | 세이와 천황       | 미즈노오 산릉 (水尾山陵)                                         | 원분                | 교토부 교토시 우쿄구 嵯峨水尾清和                                   |                 |                                             |               |
| 57대  | 요제이 천황       | 카구라오카 동릉 (神樂岡東陵)                                     | 팔각분              | 교토부 교토시 사쿄구 조도지신뇨정                                   |                 |                                             |               |
| 58대  | 고코 천황         | 노치노타무라 능 (後田邑陵)                                       | 원분                | 교토부 교토시 우쿄구 우타노바바정                                   |                 |                                             |               |
| 59대  | 우다 천황         | 오우치 산릉 (大内山陵)                                           | 방분                | 교토부 교토시 우쿄구 鳴滝宇多野谷                                   |                 |                                             |               |
| 60대  | 다이고 천황       | 노치노야마시나 능 (後山科陵)                                     | 원분                | 교토부 교토시 후시미구 다이고후루미치정                             |                 |                                             |               |
| 61대  | 스자쿠 천황       | 다이고 능 (醍醐陵)                                               | 원분                | 교토부 교토시 후시미구 다이고고료히가시우라정                       |                 |                                             |               |
| 62대  | 무라카미 천황     | 무라카미 능 (村上陵)                                             | 원분                | 교토부 교토시 우쿄구 鳴滝宇多野谷                                   |                 |                                             |               |
| 63대  | 레이제이 천황     | 사쿠라모토 능 (櫻本陵)                                           | 원분                | 교토부 교토시 우쿄구 시시가타니호넨인정, 시시가타니니시테라노마에정 |                 |                                             |               |
| 64대  | 엔유 천황         | 노치노무라카미 능 (後村上陵)                                     | 원분                | 교토부 교토시 우쿄구 우타노후쿠오지정                               |                 |                                             |               |
| 65대  | 가잔 천황         | 가미야노호토리 능 (紙屋川上陵)                                   | 방분                | 교토부 교토시 기타구 기누가사기타타카하시정                         |                 |                                             |               |
| 66대  | 이치조 천황       | 엔쿄지 북릉 (圓融寺北陵)                                         | 원분                | 교토부 교토시 우쿄구 龍安寺朱山 (료안지)                            |                 |                                             |               |
| 67대  | 산조 천황         | 키타야마 능 (北山陵)                                             | 원분                | 교토부 교토시 기타구 기누가사니시손조인정                           |                 |                                             |               |
| 68대  | 고이치조 천황     | 보다이주인 능 (菩提樹院陵)                                       | 원분                | 교토부 교토시 사쿄구 요시다카구라오카정                             | 1889년 7월 20일 |                                             |               |
| 69대  | 고스자쿠 천황     | 엔쿄지 능 (圓乘寺陵)                                             | 원분                | 교토부 교토시 우쿄구 龍安寺朱山 (료안지)                            |                 |                                             |               |
| 70대  | 고레이제이 천황   | 엔쿄지 능 (圓教寺陵)                                             | 원분                | 교토부 교토시 우쿄구 龍安寺朱山 (료안지)                            |                 |                                             |               |
| 71대  | 고산조 천황       | 엔쿄지 능 (圓宗寺陵)                                             | 원분                | 교토부 교토시 사쿄구 龍安寺朱山 (료안지)                            |                 |                                             |               |
| 72대  | 시라카와 천황     | 조보다이인 능 (成菩提院陵)                                       | 방분                | 교토부 교토시 후시미구 다케다조보다이인정                           |                 |                                             |               |
| 73대  | 호리카와 천황     | 노치노엔쿄지 능 (後圓教寺陵)                                     | 원분                | 교토부 교토시 우쿄구 龍安寺朱山 (료안지)                            |                 |                                             |               |
| 74대  | 도바 천황         | 안라큐주인 능 (安樂壽院陵)                                       | 방형당              | 교토부 교토시 후시미구 다케다조보다이인정                           |                 |                                             |               |
| 75대  | 스토쿠 천황       | 시라미네 능 (白峯陵)                                             | 방분                | 가가와현 사카이데시 오우미정                                        |                 |                                             |               |
| 76대  | 고노에 천황       | 안나쿠주인 남릉 (安樂壽院南陵)                                   | 다보탑              | 교토부 교토시 후시미구 다케다조보다이인정                           |                 |                                             |               |
| 77대  | 고시라카와 천황   | 호주지 능 (法住寺陵)                                             | 방형당              | 교토부 교토시 히가시야마구 산주산겐도마와리정                       |                 |                                             |               |
| 78대  | 니조 천황         | 쿄루지 능 (香隆寺陵)                                             | 원분                | 교토부 교토시 기타구 히라노핫초야나기정                             |                 |                                             |               |
| 79대  | 로쿠조 천황       | 세이칸지 능 (清閑寺陵)                                           | 원분                | 교토부 교토시 히가시야마구 세이칸지우타노나카야마정                 |                 |                                             |               |
| 80대  | 다카쿠라 천황     | 노치노세이카누지 능 (後清閑寺陵)                                 | 방분                | 교토부 교토시 히가시야마구 세이칸지우타노나카야마정                 |                 |                                             |               |
| 81대  | 안토쿠 천황       | 아미다지 능 (阿彌陀寺陵)                                         | 원분                | 야마구치현 시모노세키시 아미다이지정 (아카마 신궁)                  |                 |                                             |               |
| 82대  | 고토바 천황       | 오하라 능 (大原陵)                                               | 석조13층탑          | 교토부 교토시 사쿄구 오하라쇼린인정                                 |                 |                                             |               |
| 83대  | 쓰치미카도 천황   | 가네가하라 능 (金原陵)                                           | 팔각분              | 교토부 나가오카쿄시 金ヶ原金原寺                                    |                 |                                             |               |
| 84대  | 준토쿠 천황       | 오하라 능 (大原陵)                                               | 원분                | 교토부 교토시 사쿄구 오하라쇼린인정                                 |                 |                                             |               |
| 85대  | 주쿄 천황         | 쿠조 능 (九條陵)                                                 | 원분                | 교토부 교토시 후시미구 후카쿠사혼지야마정                           |                 |                                             |               |
| 86대  | 고호리카와 천황   | 칸논지 능 (觀音寺陵)                                             | 원분                | 교토부 교토시 히가시야마구 이마쿠마노센잔정 (센뉴지)                |                 |                                             |               |
| 87대  | 시조 천황         | 쓰키나와 능 (月輪陵)                                             | 석조9층탑           | 교토부 교토시 히가시야마구 이마쿠마노센잔정 (센뉴지)                |                 |                                             |               |
| 88대  | 고사가 천황       | 사가 남릉 (嵯峨南陵)                                             | 방형당              | 교토부 교토시 사쿄구 사가텐류지스스키노바바정 (덴류지)              |                 |                                             |               |
| 89대  | 고후카쿠사 천황   | 후카쿠사 북릉 (深草北陵)                                         | 방형당              | 교토부 교토시 후시미구 후카쿠사보정                                 |                 |                                             |               |
| 90대  | 가메야마 천황     | 카메야마 능 (龜山陵)                                             | 방형당              | 교토부 교토시 우쿄구 사가텐류지스스키노바바정 (덴류지)              |                 |                                             |               |
| 91대  | 고우다 천황       | 렌게부지 능 (蓮華峯寺陵)                                         | 방형당, 석조오층탑  | 교토부 교토시 우쿄구 기타사가아사하라야마정                         |                 |                                             |               |
| 92대  | 후시미 천황       | 후카쿠사 북릉 (深草北陵)                                         | 방형당              | 교토부 교토시 후시미구 후카쿠사보정                                 |                 | 고후카쿠사 천황과 합장                      |               |
| 93대  | 고후시미 천황     | 후카쿠사 북릉 (深草北陵)                                         | 방형당              | 교토부 교토시 후시미구 후카쿠사보정                                 |                 | 고후카쿠사 천황과 합장                      |               |
| 94대  | 고니조 천황       | 기타시라카와 능 (北白河陵)                                       | 원분                | 교토부 교토시 사쿄구 기타시라카와오이와케정                         |                 |                                             |               |
| 95대  | 하나조노 천황     | 지라큐인노에 능 (十樂院上陵)                                     | 원분                | 교토부 교토시 히가시야마구 다구치산조보정                           |                 |                                             |               |
| 96대  | 고다이고 천황     | 도노오 능 (塔尾陵)                                               | 원분                | 나라현 요시노군 요시노정 大字吉野山字塔ノ尾 (뇨이린지)              |                 |                                             |               |
| (북1) | 고곤 천황         | 야마쿠니 능 (山国陵)                                             | 원분                | 교토부 교토시 사쿄구 京北井戸町丸山 (조쇼코지)                      |                 |                                             |               |
| (북2) | 고묘 천황         | 다이코오묘오지 능 (大光明寺陵)                                   | 원분                | 교토부 교토시 후시미구 桃山町秦長老                                 |                 |                                             |               |
| (북3) | 스코 천황         | 다이코오묘오지 능 (大光明寺陵)                                   | 원분                | 교토부 교토시 후시미구 桃山町秦長老                                 |                 |                                             |               |
| (북4) | 고코곤 천황       | 후카쿠사 북릉 (深草北陵)                                         | 방형당              | 교토부 교토시 후시미구 후카쿠사보정                                 |                 | 고후카쿠사 천황과 합장                      |               |
| (북5) | 고엔유 천황       | 후카쿠사 북릉 (深草北陵)                                         | 방형당              | 교토부 교토시 후시미구 후카쿠사보정                                 |                 | 고후카쿠사 천황과 합장                      |               |
| 97대  | 고무라카미 천황   | 히노오 능 (檜尾陵)                                               | 원분                | 오사카부 가와치나가노시 寺元 (간신지)                               |                 |                                             |               |
| 98대  | 조케이 천황       | 사가 동릉 (嵯峨東陵)                                             | 원분                | 교토부 교토시 우쿄구 사가텐류지스미노쿠라정                         |                 |                                             |               |
| 99대  | 고카메야마 천황   | 사가노오구라 능 (嵯峨小倉陵)                                     | 석조5층탑           | 교토부 교토시 우쿄구 사가토리이모토고자카정                         |                 |                                             |               |
| 100대 | 고코마쓰 천황     | 후카쿠사 북릉 (深草北陵)                                         | 방형당              | 교토부 교토시 후시미구 후카쿠사보정                                 |                 | 고후카쿠사 천황과 합장                      |               |
| 101대 | 쇼코 천황         | 후카쿠사 북릉 (深草北陵)                                         | 방형당              | 교토부 교토시 후시미구 후카쿠사보정                                 |                 | 고후카쿠사 천황과 합장                      |               |
| 102대 | 고하나조노 천황   | 노치노야마쿠니 능 (後山國陵)                                     | 석조보협인탑        | 교토부 교토시 우쿄구 京北井戸町丸山 (조쇼코지)                      |                 |                                             |               |
| 103대 | 고쓰치미카도 천황 | 후카쿠사 북릉 (深草北陵)                                         | 방형당              | 교토부 교토시 후시미구 후카쿠사보정                                 |                 | 고후카쿠사 천황과 합장                      |               |
| 104대 | 고카시와바라 천황 | 후카쿠사 북릉 (深草北陵)                                         | 방형당              | 교토부 교토시 후시미구 후카쿠사보정                                 |                 | 고후카쿠사 천황과 합장                      |               |
| 105대 | 고나라 천황       | 후카쿠사 북릉 (深草北陵)                                         | 방형당              | 교토부 교토시 후시미구 후카쿠사보정                                 |                 | 고후카쿠사 천황과 합장                      |               |
| 106대 | 오기마치 천황     | 후카쿠사 북릉 (深草北陵)                                         | 방형당              | 교토부 교토시 후시미구 후카쿠사보정                                 |                 | 고후카쿠사 천황과 합장                      |               |
| 107대 | 고요제이 천황     | 후카쿠사 북릉 (深草北陵)                                         | 방형당              | 교토부 교토시 후시미구 후카쿠사보정                                 |                 | 고후카쿠사 천황과 합장                      |               |
| 108대 | 고미즈노오 천황   | 쓰키노와 능 (月輪陵)                                             | 석조9층탑           | 교토부 교토시 히가시야마구 이마쿠마노센잔정 (센뉴지)                |                 |                                             |               |
| 109대 | 메이쇼 천황       | 쓰키노와 능 (月輪陵)                                             | 석조9층탑           | 교토부 교토시 히가시야마구 이마노쿠마센잔정 (센뉴지)                |                 |                                             |               |
| 110대 | 고코묘 천황       | 쓰키노와 능 (月輪陵)                                             | 석조9층탑           | 교토부 교토시 히가시야마구 이마노쿠마센잔정 (센뉴지)                |                 |                                             |               |
| 111대 | 고사이 천황       | 쓰키노와 능 (月輪陵)                                             | 석조9층탑           | 교토부 교토시 히가시야마구 이마노쿠마센잔정 (센뉴지)                |                 |                                             |               |
| 112대 | 레이겐 천황       | 쓰키노와 능 (月輪陵)                                             | 석조9층탑           | 교토부 교토시 히가시야마구 이마노쿠마센잔정 (센뉴지)                |                 |                                             |               |
| 113대 | 히가시야마 천황   | 쓰키노와 능 (月輪陵)                                             | 석조9층탑           | 교토부 교토시 히가시야마구 이마노쿠마센잔정 (센뉴지)                |                 |                                             |               |
| 114대 | 나카미카도 천황   | 쓰키노와 능 (月輪陵)                                             | 석조9층탑           | 교토부 교토시 히가시야마구 이마노쿠마센잔정 (센뉴지)                |                 |                                             |               |
| 115대 | 사쿠라마치 천황   | 쓰키노와 능 (月輪陵)                                             | 석조9층탑           | 교토부 교토시 히가시야마구 이마노쿠마센잔정 (센뉴지)                |                 |                                             |               |
| 116대 | 모모조노 천황     | 쓰키노와 능 (月輪陵)                                             | 석조9층탑           | 교토부 교토시 히가시야마구 이마노쿠마센잔정 (센뉴지)                |                 |                                             |               |
| 117대 | 고사쿠라마치 천황 | 쓰키노와 능 (月輪陵)                                             | 석조9층탑           | 교토부 교토시 히가시야마구 이마노쿠마센잔정 (센뉴지)                |                 |                                             |               |
| 118대 | 고모모조노 천황   | 쓰키노와 능 (月輪陵)                                             | 석조9층탑           | 교토부 교토시 히가시야마구 이마노쿠마센잔정 (센뉴지)                |                 |                                             |               |
| 119대 | 고카쿠 천황       | 노치노쓰키노와 능 (後月輪陵)                                     | 석조9층탑           | 교토부 교토시 히가시야마구 이마노쿠마센잔정 (센뉴지)                |                 |                                             |               |
| 120대 | 닌코 천황         | 노치노쓰키노와 능 (後月輪陵)                                     | 석조9층탑           | 교토부 교토시 히가시야마구 이마노쿠마센잔정 (센뉴지)                |                 |                                             |               |
| 121대 | 고메이 천황       | 노치노쓰키노와 동산릉 (後月輪東山陵)                             | 원분                | 교토부 교토시 히가시야마구 이마노쿠마센잔정 (센뉴지)                |                 |                                             |               |
| 122대 | 메이지 천황       | 후시미모모야마 능 (伏見桃山陵)                                   | 상원하방분          | 교토부 교토시 후시미구 桃山町古城山                                 |                 |                                             |               |
| 123대 | 다이쇼 천황       | 다마 능 (多摩陵)                                                 | 상원하방분          | 도쿄도 하치오지시 나가부사정                                        |                 |                                             |               |
| 124대 | 쇼와 천황         | 무사시노 능 (武蔵野陵)                                           | 상원하방분          | 도쿄도 하치오지시 나가부사정                                        |                 |                                             |               |

## 천황릉참고지
| 명칭               | 소재지                                              | 추정 피장자         | 비고                   |
| ------------------ | --------------------------------------------------- | ------------------- | ---------------------- |
| 大亀谷陵墓参考地   | 교토부 교토시 후시미구 후카쿠사오카메다니후루고코정 | 간무 천황           |                        |
| 東山本町陵墓参考地 | 교토부 교토시 히가시야마구 本町16丁目               | 주쿄 천황           |                        |
| 天王塚陵墓参考地   | 교토부 교토시 사쿄구 오카자키이리에정               | 고산조 천황         |                        |
| 御室陵墓参考地     | 교토부 교토시 우쿄구 御室大内                       | 고코 천황           |                        |
| 大塚陵墓参考地     | 오사카부 마쓰바라시 西大塚1丁目                     | 유랴쿠 천황         | 유적명: 河内大塚山古墳 |
| 藤井寺陵墓参考地   | 오사카부 후지이데라시 津堂                          | 인교 천황           | 유적명: 津堂城山古墳   |
| 東百舌鳥陵墓参考地 | 오사카부 사카이시 기타구 百舌鳥西之町               | 한제이 천황         | 유적명: ニサンザイ古墳 |
| 百舌鳥陵墓参考地   | 오사카부 사카이시 기타구 百舌鳥本町                 | 오진 천황           | 유적명: 御廟山古墳     |
| 市陵墓参考地       | 효고현 미나미아와지시 市十一ケ所                    | 준닌 천황           |                        |
| 畝傍陵墓参考地     | 나라현 가시하라시 고조노정                          | 덴무 천황·지토 천황 | 유적명: 丸山古墳       |
| 磐園陵墓参考地     | 나라현 야마토타카다시 築山                          | 겐조 천황           | 유적명: 築山古墳       |
| 大塚陵墓参考地     | 나라현 기타카쓰시카군 고료정 大塚                   | 부레쓰 천황         | 유적명: 新山古墳       |
| 宇倍野陵墓参考地   | 돗토리현 돗토리시 国府町岡益                        | 안토쿠 천황         | 유적명: 岡益の石堂     |
| 西市陵墓参考地     | 야마구치현 시모노세키시 豊田町地吉                  | 안토쿠 천황         |                        |
| 越智陵墓参考地     | 고치현 다카오카군 오치정 越知                       | 안토쿠 천황         |                        |
| 佐須陵墓参考地     | 나가사키현 쓰시마시 厳原町久根田舎                  | 안토쿠 천황         |                        |
| 花園陵墓参考地     | 구마모토현 우토시 다치오카정                        | 안토쿠 천황         |                        |

## 같이 보기
- 후카쿠사 북릉
- 쓰키노와 능

### 내용주
1. ↑  이 능호는 『고사기』에 기록된 것인데 『일본서기』, 『만기시키』에는 山邊道上陵로 기록되어 있다. 그런데 이 능호는 12대 게이코 천황의 능호와 동일하기 때문에 『고사기』에 기록된 능호를 취했다.
2. ↑  당초 오쓰카야마 고분을 유랴쿠 천황의 능으로 비정한 설이 유력했으나 지금은 후기고분설이 일반적이다.(川内眷三 「河内大塚山古墳の研究動向と周辺域古墳群の復原」 (PDF)  『四天王寺大学紀要 第57号』 2014年, pp. 32-41)
3. ↑  원래 倉梯岡上陵였지만 1956년에 능호를 바꿨다.
4. ↑  사가 천황은 유조에 따라 박장되었다. 지금의 능은 막말에 치정·수릉한 것이다.
5. ↑  준나 천황은 유조에 따라 산골되었다. 지금의 능은 막말에 치정·수릉한 것이다.

### 인용주
1. ↑  宮内庁 陵墓
2. ↑  大和発掘物語:五社神古墳／上 研究者が“歴史的な一歩 ／奈良[깨진 링크(과거 내용 찾기)]、毎日新聞、2013年3月13日
3. ↑  谷川愛「平安時代における天皇・太上天皇の喪葬儀礼」初出:『国史学』169、1999年/所収:倉本一宏 編『王朝時代の実像1 王朝再読』臨川書店、2021年 倉本編、P25-33.
4. ↑  山田邦和「平安時代前期の陵墓選地」 所収:角田文衞監修・古代學協會編『仁明朝史の研究』(思文閣出版, 2011년)
5. ↑  YOMIURI ONLINE（読売新聞）2013年（平成25年）11月14日[깨진 링크(과거 내용 찾기)]
6. 1 2 3  『天皇と葬儀: 日本人の死生観 』(新潮選書) 2013/12/20　井上 亮 (著)
7. ↑  外池昇「村落と陵墓-明治政府の陵墓政策-」『幕末・明治期の陵墓』(吉川弘文館, 1997년) ISBN 978-4-642-03672-6 (原論文・1989年 - 1995年)
8. ↑  外池昇『天皇陵論－聖域か文化財か－』(2007년, 新人物往来社) 등
9. ↑  井沢元彦『逆説の日本史1古代黎明編』(小学館文庫, 1998年) 地と陵川
10. ↑  衆議院議員吉井英勝君提出陵墓に治定されている古墳の祭祀に関する質問に対する答弁書、内閣衆質175第38号、2010年8月20日
11. ↑  『発見・検証 日本の古代II 騎馬文化と古代のイノベーション』 KADOKAWA, 2016年, pp. 335-336.
12. 1 2 3 4 5  一瀬和夫「10のクエスチョンでイチからわかる古墳の基礎知識」『歴史読本 2015年1月号』KADOKAWA, 2014年, p. 46.